# Perdita punctosignata
Perdita punctosignata là một loài Hymenoptera trong họ Andrenidae. Loài này được Cockerell mô tả khoa học năm 1895.